# Hemilepistus ruderalis
Hemilepistus ruderalis là một loài chân đều trong họ Trachelipodidae. Loài này được Pallas miêu tả khoa học năm 1771.